# Fascellina curtaca
Fascellina curtaca là một loài bướm đêm trong họ Geometridae.